# Georges Philias Vanier
Georges Philias Vanier, kanadski general, diplomat, veleposlanik in politik, * 1888, † 1967.